# نيدراو
نيدراو (بالألمانية: Nidderau) هي بلدة، place with town rights and privileges و بلدة ألمانية تقع في ألمانيا في Main-Kinzig-Kreis. يقدر عدد سكانها بـ 19,972 نسمة .

## توأمة
لنيدراو اتفاقيات توأمة مع:
- غيرن